# 51式106毫米無後座力砲
| 口徑     | 105公釐     |
| 砲管長   | 2.762公尺   |
| 砲身重   | 114kg       |
| 砲全長   | 3.404公尺   |
| 砲架重   | 89kg        |
| 砲全重   | 219.4kg     |
| 高低射角 | -17度至65度 |
| 水平射界 | 360度       |
| 最大射程 | 7315公尺    |

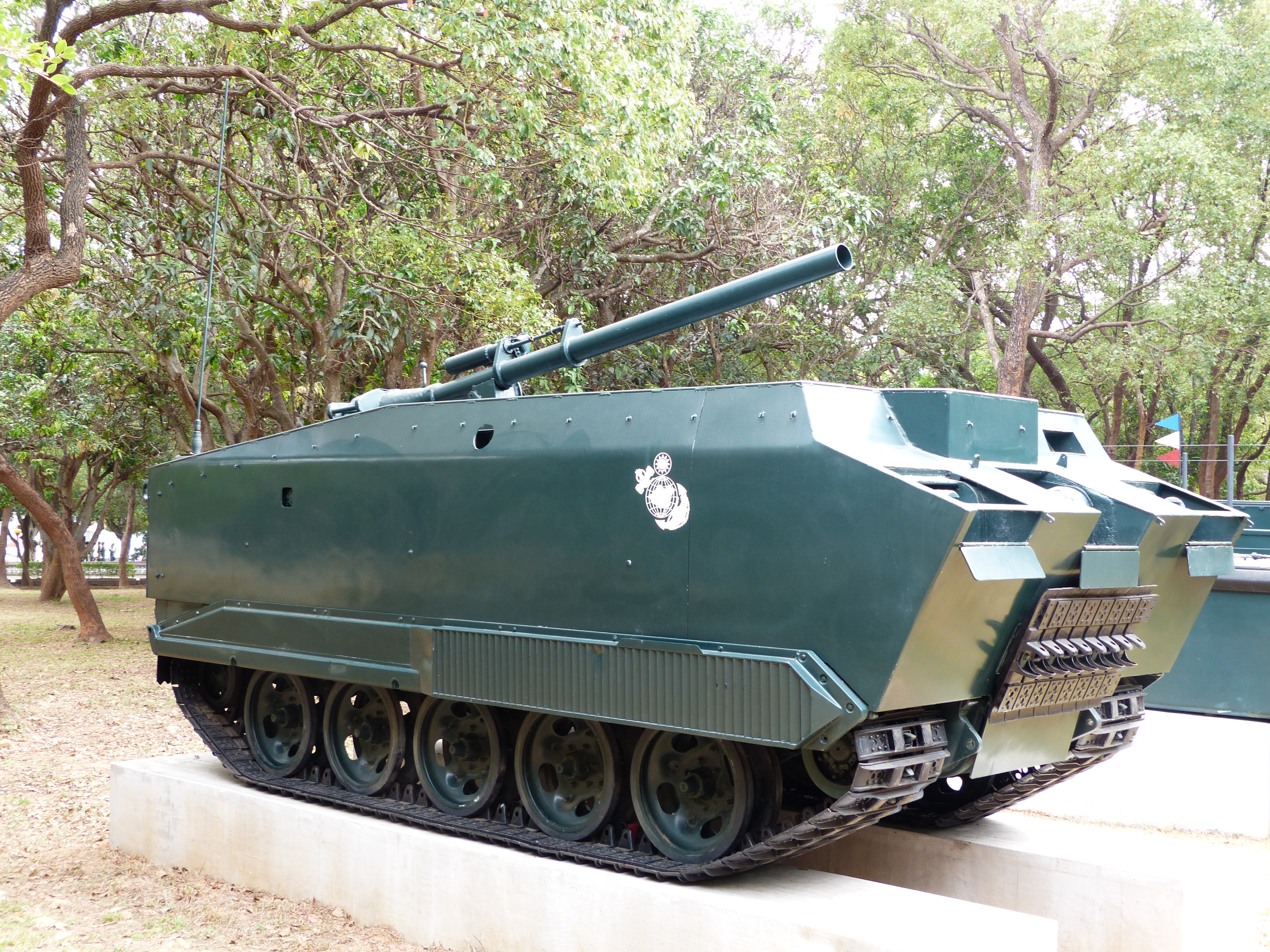
固定於成功嶺中正堂旁展示的海軍陸戰隊M733兩棲裝甲車，裝備一門51式106公釐無後座力炮

51式106公釐無後座力砲的前身是105公釐無後座力砲。

## 歷史
- 1950年，美軍在韓戰使用M27 105公釐無座力砲，國軍有意使用，但美軍在韓戰發現此項兵器缺乏準確性而且常故障，迅速將此砲除役。後來另行研製M40 106公釐無座力砲。國軍61兵工廠的呂則仁上校在無法取得樣砲的情況下，決定由已經發展成熟的43式75毫米無後座力炮做為基礎，進行105公釐口徑的研發。
- 1952年，105公釐原型砲研發有成，進行多次試射良好，便公開給來訪的美國參議員威廉·諾蘭（英语：William F. Knowland）[1]參觀。
- 1952年7月1日，美軍在台顧問團副團長等5人，專程前來察看。
- 1952年10月25日，美國國防部次長羅勃·福斯特[2]一行也專程前來看此砲。
- 1957年，美國把M40A1 106公釐無座力砲的圖紙全部給了台灣。
- 1958年，美方援助兩門樣砲，之後61兵工廠參考美軍設計之後，便定型為51式106公釐無座力砲。M40A1採陰膛口徑，但實為105公釐口徑。現已從中華民國陸軍現役軍備中除役。

## 性能
- 戰備重量:203公斤(不含M151A1、M151A2發射車)
- 初速:503公尺/秒
- 射速:8發/分
- 射程:8000公尺

### 12.7公厘標定槍
- 重量：11.8公斤
- 長度：1.1公尺
- 裝彈數：10發

## 彈種
- M-344A1高爆戰防榴彈(106mm無後座力砲)

## 使用國家
- 美国
- 中華民國
  -  中華民國陸軍空降特戰獨立旅步兵營兵器連
  -  中華民國海軍陸戰隊